# Stella☆
「stella☆」（ステラ）は、Silent Sirenの2枚目のシングル。2013年2月20日にドリーミュージックから発売された。

## 解説
- 2012年12月24日原宿アストロホールにて行われたサイサイ祭2012冬で初披露[1]。
- 「星」を意味するタイトルにしたかったが、英語ではストレートで意味合いがピンとこなかったので、イタリア語で表現した。そのため、直感的にイメージがわかないことをさけるため、星のしるしもタイトルに付けている
- 元々、アポロという曲名であった。
- 千葉テレビ放送では「ハピはぴ・モーニング〜ハピモ〜」の2月エンディングテーマにも使用、他番組でもエンディングに多数使用されていた。

## 収録曲
全作詞：すぅ
1. stella☆
作曲：クボナオキ、編曲：samfree&クボナオキ
2. フィルター
作曲・編曲：samfree

特典
- 初回限定生産版には、生写真1枚ランダム封入（全10種 [メンバー個人2種類、4人で撮影2種類] ）とサイサイ音源視聴会参加応募券封入
  - 生写真にはサイン入りも数枚存在する

タイアップ
- 日本テレビ「ハッピーMusic」エンディング・テーマ
- チヨダ「CEDAR CREST Running」CMソング
- とちぎテレビ「ロッケンロール」3月度エンディングテーマ